# Museu Imperial

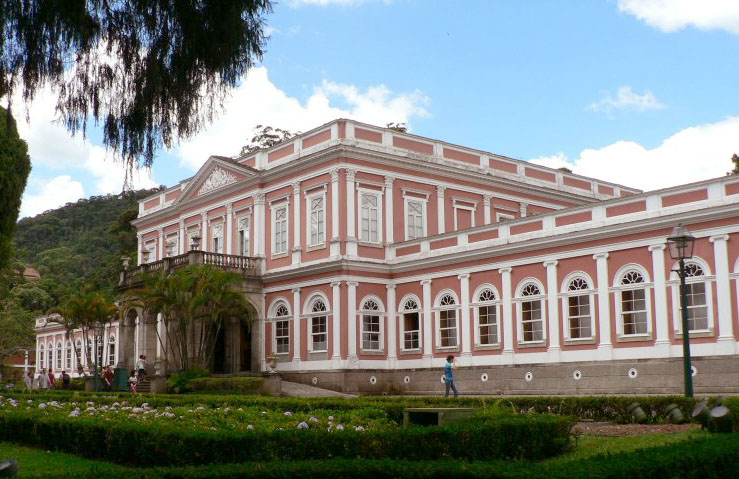
Museu Imperial im ehemaligen Palácio Imperial

Museu Imperial (deutsch Kaiserliches Museum) ist ein brasilianisches Museum in Petrópolis nördlich von Rio de Janeiro.

## Geschichte
Das Museum befindet sich in der ehemaligen Sommerresidenz des brasilianischen Kaisers Pedro II. (1831–1889). Die Sommerresidenz wurde von 1840 bis 1845 im klassizistischen Stil errichtet.
Gegründet wurde das Museum am 29. März 1940. Ausgestellt sind in 14 Sälen neben dem  Mobiliar und Gemälden auch die Kronjuwelen von Pedro I. und Pedro II.
Als wertvollstes Stück gilt die mit über 600 Diamanten und 77 Perlen besetzte Kaiserkrone des Kaiserreichs Brasilien. Zudem ist der goldene Federhalter, mit dem 1888 das Lei Áurea unterzeichnet wurde, zu besichtigen. Im Garten befinden sich zahlreiche Brunnen und Statuen.

## Galerie

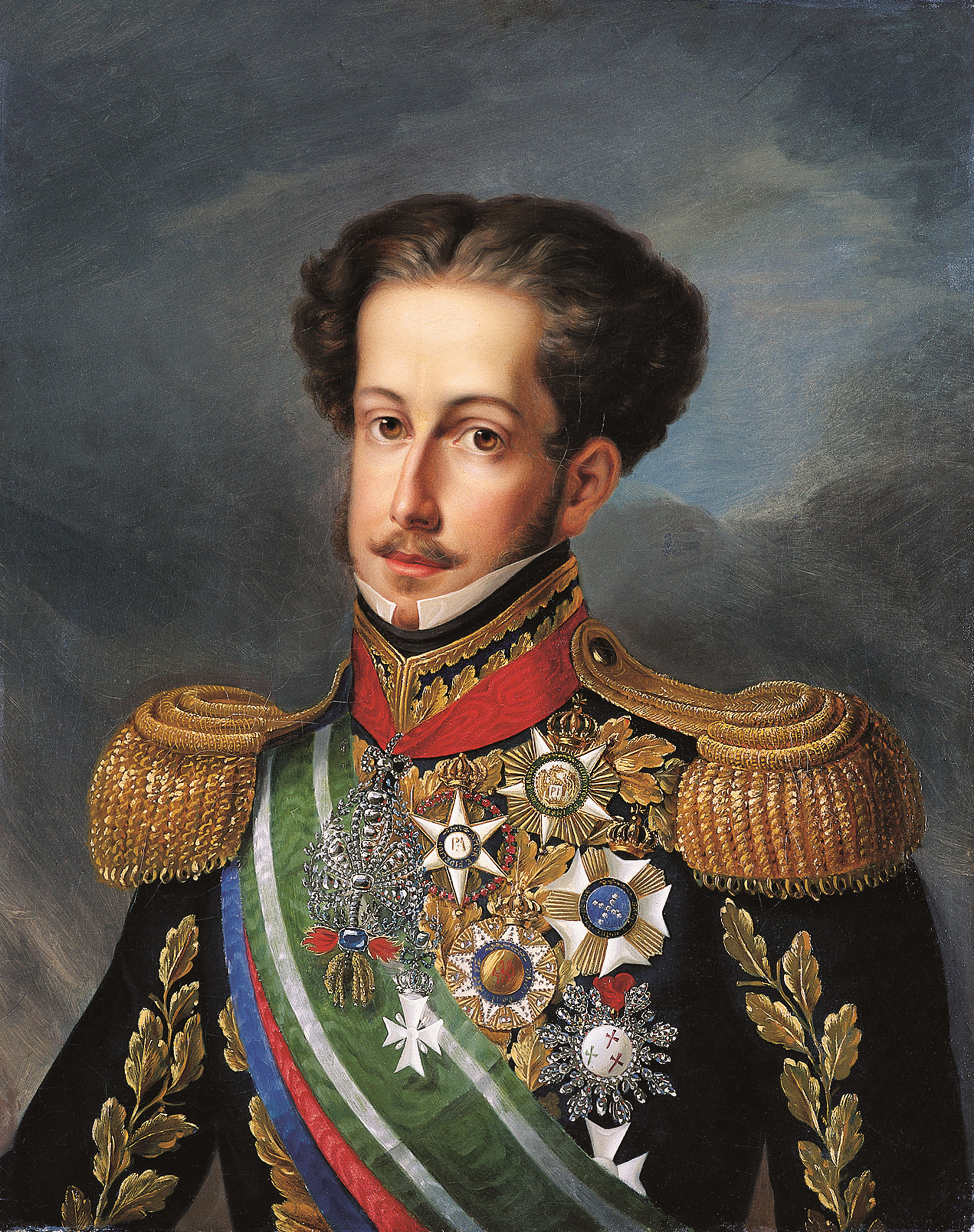
Letztes Porträt von Kaiser Pedro I.
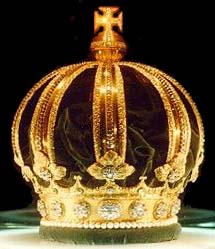
Brasilianische Kaiserkrone
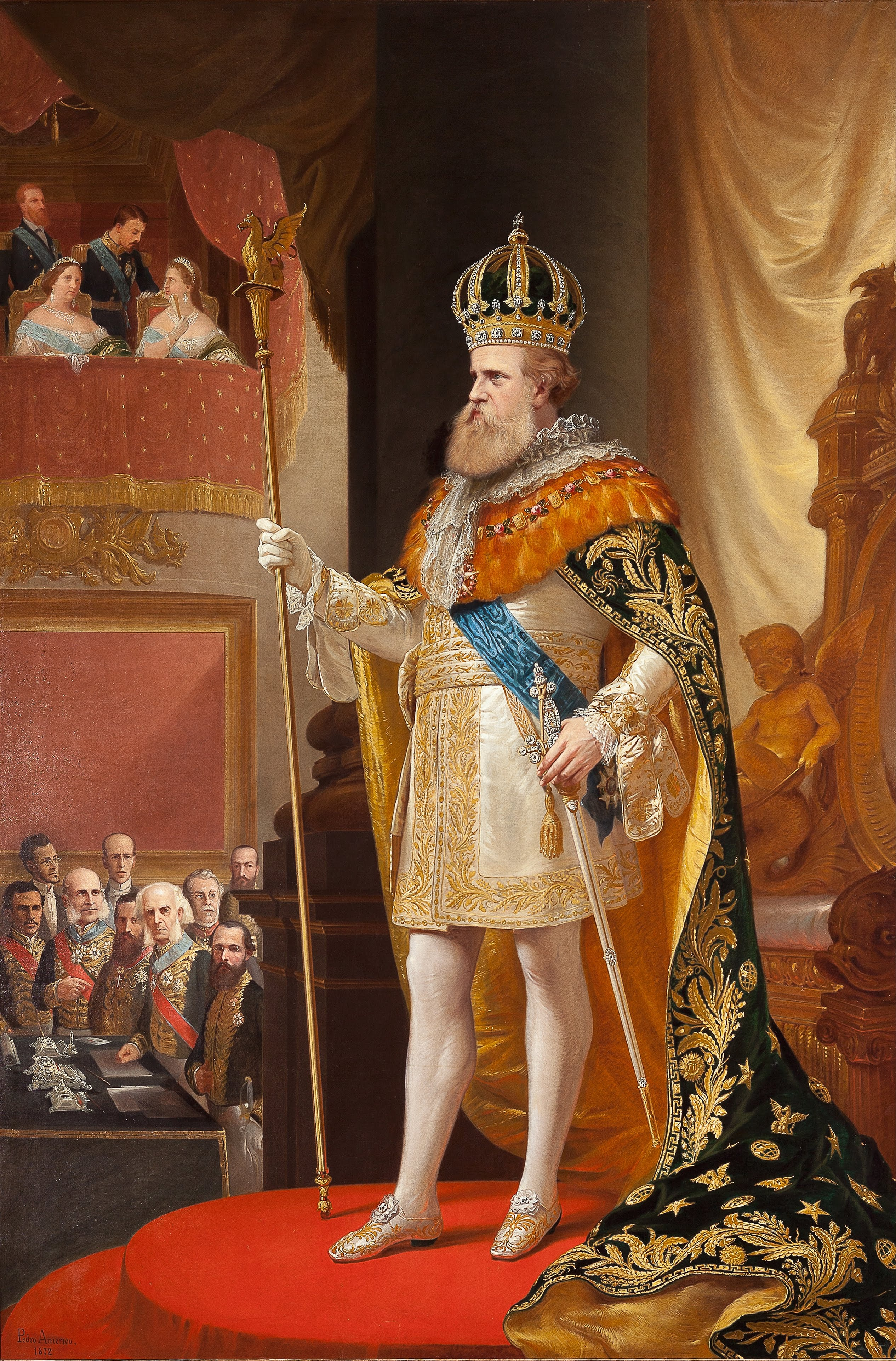
Kaiser Pedro II. im Krönungsornat bei der Thronrede 1872
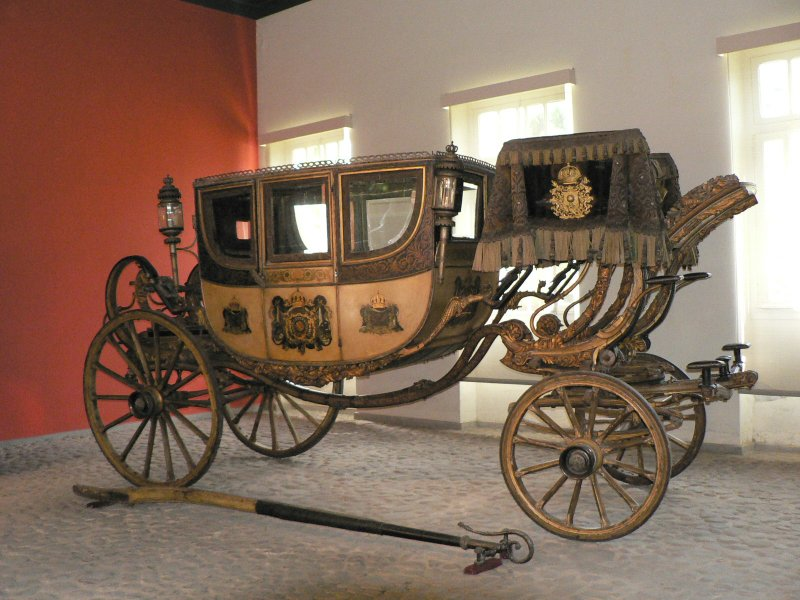
Kaiserliche Kutsche